# Ґрайналоун
Ґрайналоун (ісл. вимова: [ˈkraiːnaˌlouːn], "Зелена лагуна") був одним з льодовикових озер ісландського льодовика Ватнайокутль. Воно знаходилося на півдні Ісландії. Його поверхня була 18 км² упродовж 20 століття.
Ґрайналоун було зв'язане і запруджене природним чином північно-західним краєм льодовика Скейдараурйокутль (ісл. Skeiðarárjökull). Через значне стоншення та укорочення льодовика за останні кілька десятиліть озеро Грейналон майже повністю осушилося та зникло. В даний час озеро існує лише як ставок, як видно в Google Timelapse.

## Дивитися також
- Озера Ісландії